# Wolfgang Straub
Wolfgang Straub (* 1969 in Waiblingen) ist ein Schweizer Jurist und Fotograf.

## Biografie
Beide Eltern haben Kunstgeschichte studiert. Sein Vater Rolf E. Straub war zunächst Leiter der Abteilung Technologie und Restaurierung am Schweizerischen Institut für Kunstwissenschaft in Zürich und später Professor an der Kunstakademie Stuttgart. Seine Mutter Esther Straub-Fischer war Leiterin der Bibliothek am Schweizerischen Institut für Kunstwissenschaft in Zürich.

## Juristische Tätigkeit
Wolfgang Straub studierte Rechtswissenschaft an den Universitäten Basel, Bern und Genf. Seit 1996 ist er Rechtsanwalt in Bern. Zudem veröffentlichte er zahlreiche Publikationen im Bereich des Immaterialgüterrechts und des Informatikrechts. Er unterrichtete am Departement für Informatik der Universität Freiburg (Schweiz), am Institut für Wirtschaftsinformatik und am Center for the Law of Innovation and Competition des Departements für Wirtschaftsrecht der Universität Bern. 2025 wurde er Titularprofessor an der Universität Bern.

## Fotografische Tätigkeit
Mit vierzehn Jahren erhielt Straub von einem Grossonkel seine erste Kamera – eine Leica I. Damit begann eine intensive Beschäftigung mit der Fotografie unter der Anleitung seines Vaters.
Straub arbeitet in thematischen Serien. Die ab 1993 entstandene surrealistische Stillleben-Serie Le dictionnaire des analphabètes suchte nach visueller Evidenz des Paradoxen. Die Bilder wurden in Magazinen in Europa, Asien, Nord- und Südamerika sowie Australien publiziert.
Ende der 1990er Jahre begann sich Straub systematisch mit Gärten auseinanderzusetzen. Ab dem Jahr 2000 entstand die Bildserie Enchanted Gardens. Es handelt sich um tableauartige, monochrome Darstellungen Englischer Landschaftsgärten in Deutschland. Darin wird die Metamorphose von Ideen über verschiedene künstlerische Ausdrucksformen hinweg thematisiert.
Werke von Wolfgang Straub sind in verschiedenen privaten und öffentlichen Sammlungen vertreten.

## Publikationen
Juristische Buchpublikationen
- Softwareschutz, Urheberrecht, Patentrecht, Open Source, 2.A., Zürich/St. Gallen 2024, ISBN 978-3-03891-669-7, OCLC 1432551432
- Softwareschutz, Urheberrecht, Patentrecht, Open Source, 1.A. Zürich/St. Gallen 2011, ISBN 978-3-03751-394-1, OCLC 1370101826
- Verantwortung für Informationstechnologie: Gewährleistung, Haftung und Verantwortlichkeitsansprüche. Zürich/St. Gallen 2008, ISBN 978-3-03-751083-4, OCLC 254324012
- Informatikrecht: Einführung in Softwareschutz, Projektverträge und Haftung. Bern/Zürich 2003, ISBN 3-7272-2701-X und ISBN 3-7281-2904-6, OCLC 60676711
- Produktehaftung für Informationstechnologiefehler: EU-Produktehaftungsrichtlinie und schweizerisches Produktehaftungsgesetz. Zürich 2002, ISBN 3-7255-4354-2, OCLC 248322136
- Mehrfache Berechtigung an Marken: Lizenzen, Rechtsgemeinschaften, Teilübertragungen, Pfandrechte, fiduziarische Übertragungen, Konzernmarken. Bern 1998, ISBN 3-7272-0594-6, OCLC 44861194

Fotografische Buchpublikationen
- Enchanted Gardens. Wyss Verlag Bern/Museum Franz Gertsch Burgdorf 2010, ISBN 978-3-033-02263-8 und ISBN 978-3-7285-2010-4

## Einzelausstellungen
- 2009 Museum Franz Gertsch, Burgdorf[5]
- 2010 Leica Galerie Schweiz, Biel[6]